# Slumpen (Sommarmorgon 1984)
Slumpen var ett barnprogram om den lilla gröna drakfiguren Slumpen som bodde hos brevbäraren och uppfinnaren Leonardo da Nilsson. Leonardo var en avlägsen släkting till Leonardo da Vinci och inledde alltid programmet med att gå in i sitt uppfinnarrum, ta på sig basker och halsduk och spela synt och sjunga låten om Slumpen.